# Cantone di Routot
Il Cantone di Routot era una divisione amministrativa dell'arrondissement di Bernay.
A seguito della riforma approvata con decreto del 25 febbraio 2014, che ha avuto attuazione dopo le elezioni dipartimentali del 2015, è stato soppresso.

## Composizione
Comprendeva i comuni di
- Barneville-sur-Seine
- Bosgouet
- Bouquetot
- Bourg-Achard
- Caumont
- Cauverville-en-Roumois
- Étréville
- Éturqueraye
- Hauville
- La Haye-Aubrée
- La Haye-de-Routot
- Honguemare-Guenouville
- Le Landin
- Rougemontiers
- Routot
- Saint-Ouen-de-Thouberville
- La Trinité-de-Thouberville
- Valletot